# Refuge du Mont-Pourri
Le refuge du Mont-Pourri est un refuge situé en France dans le département de la Savoie en région Auvergne-Rhône-Alpes.

## Histoire
Au début du XXe siècle, il existait déjà un refuge sous le Grand Col, mais ce premier bâtiment a aujourd'hui disparu. Le refuge actuel date de 1974. Il remplace le proche refuge Regaud, qui est devenu un espace d'exposition de l'histoire de l'alpinisme au mont Pourri.

## Caractéristiques et informations
Le refuge bénéficie d'un gardiennage en période estivale, du 10 juin au 10 septembre. Sur demande, les fins de semaines, le refuge peut être également gardé.

## Accès
Les principaux accès sont :
- depuis le hameau de Beaupraz, sur la commune de Peisey-Nancroix, prendre la direction de la chapelle, et continuer sur le même sentier en suivant l'ouest ; compter trois heures de marche pour arriver au refuge ;
- depuis le refuge du Rosuel, emprunter le GR5, puis bifurquer sur la gauche au Plan de la Plagne ; compter trois heures trente de marche pour arriver au refuge ; il faut traverser une succession de ruisseaux sur des passerelles installées mi-juin par les autorités du parc de la Vanoise (le débit peut être fort en début de saison) ;
- à partir du deuxième tronçon de la télécabine Transarc (Arcs 1800), suivre la route carrossée en direction du col de la Chal ; compter une heure vingt de marche pour arriver au refuge ; il est également possible de faire le détour par le lac des Moutons ;
- par la chapelle des Vernettes (Plan Peisey) et/ou le vallon des Rossets.

## Traversées
Le refuge est une étape sur des itinéraires de plusieurs jours : 
- le tour du mont Pourri ;
- le tour de la pointe du Vallaisonnay.

Depuis le refuge, les randonneurs peuvent aussi se rendre au Grand Col (par le lac des Moutons), ou au pied du glacier du Geay (par le refuge Regaud).

## Ascensions
Pour les alpinistes, le refuge est un point de départ pour l'ascension du mont Pourri qui culmine à 3 779 mètres d'altitude (deuxième sommet de Savoie), du mont Turia, de l'aiguille du Saint-Esprit, du dôme de la Sache et du dôme des Platières.
La brèche Poccard compte plusieurs voies d'escalade entièrement équipées, accessible en une heure trente depuis le refuge. Difficulté : de 5c à 6b. L’aiguille du Saint-Esprit, à cinq minutes du refuge, comporte cinq longueurs équipées en 5c.

## Particularités
Il est possible de monter au refuge par la via ferrata des Bettières (niveau D).